# 香椎
香椎（かしい）は、福岡県福岡市東区の北部に位置する地域。神功皇后縁の香椎宮があり古い歴史をもつ一方、戦後は海岸部の埋め立てが進み福岡市東部の副都心の一つとなっている。香椎地区にはJR鹿児島本線とJR香椎線の乗換駅であるJR香椎駅と、西鉄貝塚線の西鉄香椎駅、福岡都市高速1号線北端の出入口があり、福岡市東部の交通の要所でもある。ローマ字では、「Kashi」ではなく、「Kashii」である。
広域的に見た場合、南側では多々良川（たたらがわ）以北の名島、千早（）、松崎、北側では唐ノ原（とうのはる）、下原（しもばる）にかけて、東側では青葉（あおば）、水谷（）、西側では香椎浜、香椎浜ふ頭、香住ヶ丘などの博多湾沿岸、さらに人工島アイランドシティ（香椎照葉、みなと香椎）にかけての地域を香椎とすることが多い。狭くは、南部を除く旧糟屋郡香椎町の地域を、さらにはそのうち香椎宮周辺の地域もしくは香椎駅前の地域を指す。

## 歴史

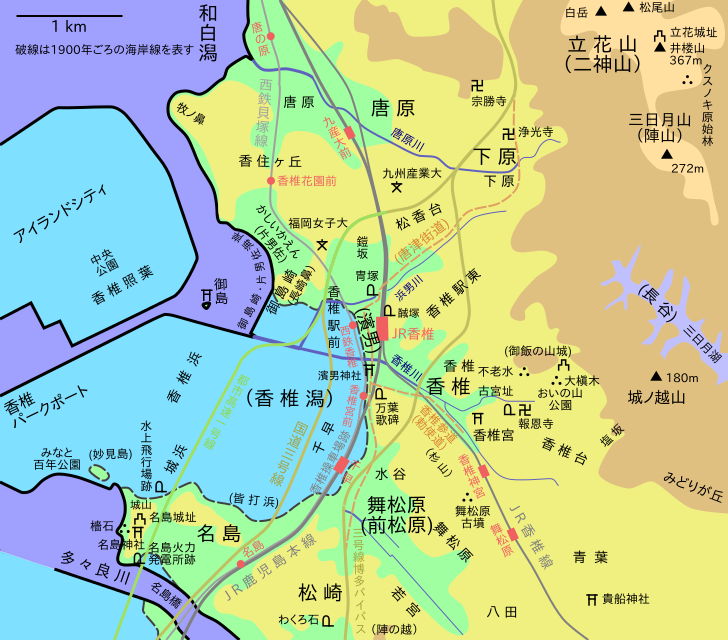
香椎潟と香椎周辺の史跡・名勝。 かつて香椎に存在した香椎潟は現在ほとんどが埋め立てられている。

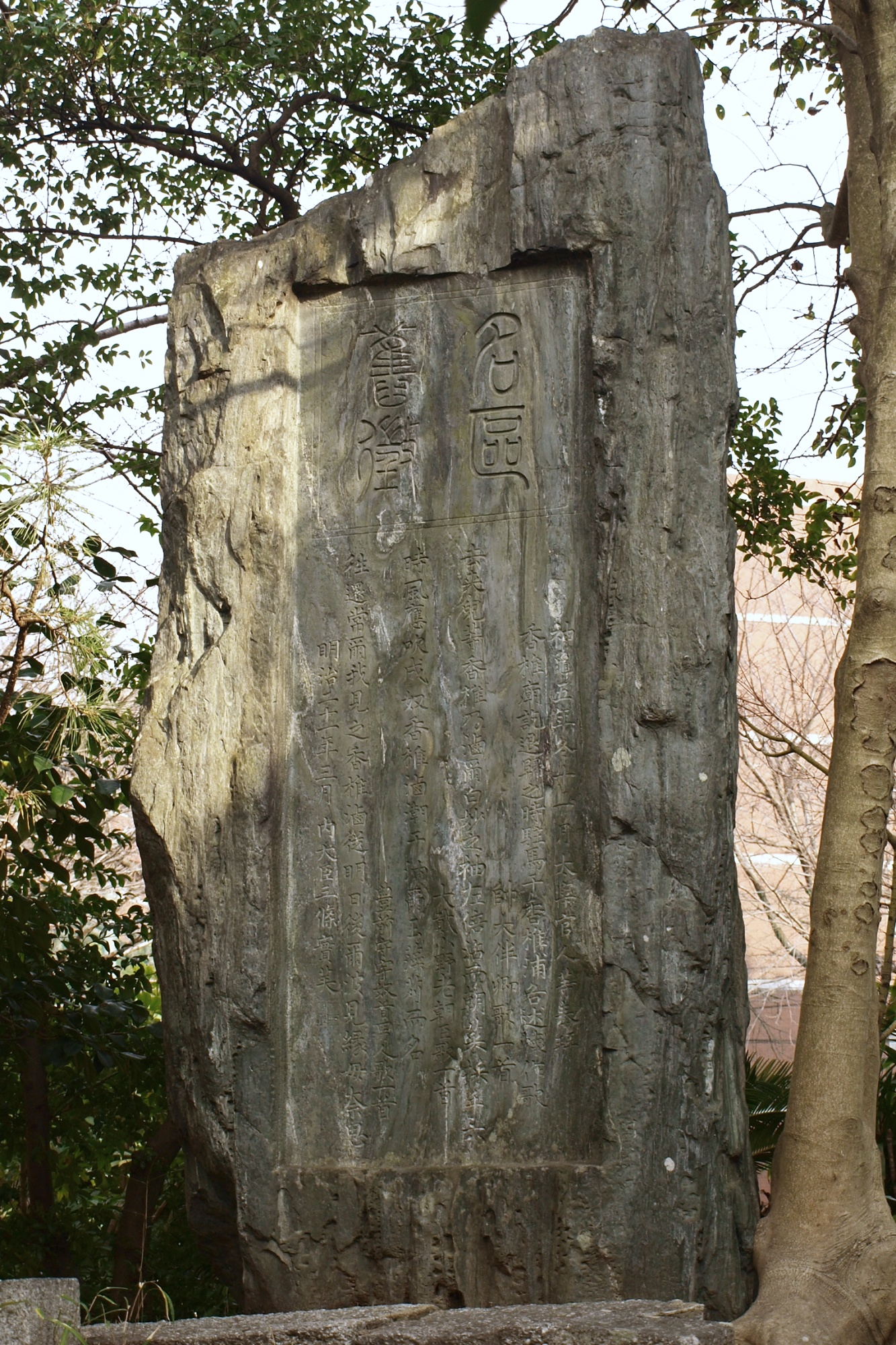
香椎宮頓宮にある万葉集の歌碑

この地域では古墳時代より前の遺跡は少ないが、神功皇后（オキナガタラシ姫、オホタラシ姫）の伝承と縁の深い香椎宮がこの地に存在することもあって、カシヒの名はすでに『古事記』『日本書紀』を始めとする古史にみられる。これらではカシヒに訶志比（『古事記』）、橿日（『日本書紀』）、哿襲（『筑前国風土記』逸文）など様々な字が当てられている。『記紀』に基づけば香椎宮周辺は元は仲哀天皇の熊襲征伐、神功皇后の三韓征伐の大本営のあったところだとされる。名の由来について18世紀初めの『筑前国続風土記』は、この地で急逝した仲哀天皇の寝棺を椎の木に掛けていたところ異香が四方に薫ったため「香椎」としたのだとの社家の伝承を伝える。他に「首都」「大村」といった意味をもつという推測や、丘陵が海辺へと落ちるところであるから「傾（かし）ぐ・辺（へ）」が元となったのではないかとする推測がある。
古墳時代の考古学遺跡として、現在、香住ヶ丘の住宅地となっている丘陵にあった4世紀のものと思われる「香住ヶ丘古墳」（径25m の円墳と推定）からは舶載と思われる三角縁二神二獣鏡が出土しており、また香椎宮そばの山上には「舞松原古墳」（径30mほどの帆立貝式古墳）があって4世紀後半のものと考えられている。
現在の香椎宮にあたる橿日廟（香椎廟、かしいびょう）は奈良時代の724年に創建されたとされ、『万葉集』には、728年、橿日廟からの帰路に詠まれた大伴旅人の香椎潟の歌である、
いざ子供 香椎の潟に 白妙の 袖さえぬれて 朝菜摘みてむ
をはじめ3首が収められている。香椎潟はかつて香椎に存在した遠浅の入江で、明治期までは南の名島と北の香住ヶ丘の丘陵に挟まれた地域では現在の西鉄貝塚線およびJR旧香椎操車場のあたりまで海岸線が湾入していた。奈良から平安前期には、橿日廟・香椎宮は朝廷から特殊な扱いを受けていたとみられ、朝廷との関わりの深さにもかかわらず『延喜式』神名帳にも掲載されていない。特に当初は新羅との外交に関わる場合に使いが送られることが多かった。
10世紀、平安時代中期に編纂された『和名抄』では糟屋（カスヤ）郡香椎（カスヒ、加須比）郷としてその名がみえる。また香椎宮そばの御飯ノ山（老の山、おいのやま、標高90m）の麓からも同時期まで遡る遺構・遺物が発見されている。
香椎の北東端にあたる立花山は、鎌倉時代末の1330年に豊後大友氏の大友貞載（立花貞載）によって立花城が築かれて以来16世紀までこの地の重要な軍事拠点であったことで知られる。 立花城の時代には現在の下原に城下町があった。 また御飯の山山頂からも中世の山城が発見されており、麓の遺跡からもこの時期に大規模な造成を行ったことが確認されている。
南北朝・戦国時代には香椎宮の領地とも関連して、香椎はかなり広い範囲を指す名称として用いられており、新宮や三苫、宇美も香椎郷内として引かれた例が見られる。この時代、立花城をめぐって香椎周辺は幾度かの戦いの舞台となった。名島南端の多々良川河口付近にはかつて遠浅の干潟があり、この地では1336年に足利軍と菊池軍が戦い（多々良浜の戦い）、1569年には大友軍と毛利軍との合戦が行われた（多々良浜の戦い）。さらに1586年には立花城で立花統虎（立花宗茂）が島津の大軍に対し激戦を繰り広げ撃退した。この戦いでは大友氏と関わりの深かった香椎宮も焼失し、一帯も荒廃して、その後、明治期まで香椎は以前ほどの賑わいを取り戻すことはなかった。
立花氏に代わり小早川隆景がこの地を治めた1588年には名島に名島城が築かれた。 その後、黒田長政の入国に伴う福岡城築城によって立花城・名島城は1601年ごろ共に廃城となった。 江戸期には現在の福岡県道504号町川原福岡線にほぼ沿って唐津街道（青柳街道）が通り、現在の香椎駅前にあたる海岸線に小宿濱男（はまお）が作られたが、この時代には香椎地区の人口は500人足らずであった。
1889年（明治22年）の町村制以降、これらの地域のうち中北部は糟屋郡香椎村となり、南部の名島や松崎、舞松原は糟屋郡多々良村に編入された。 戦前、香椎は松茸の産地としても知られるような小さな村であったが、漸次香椎潟の埋め立てが進み、千早、城浜、香椎浜といった新たな地名が生まれるとともに、丘陵地の宅地開発がなされて人口が急増し、戦後の福岡市への編入前後より福岡市のベッドタウン、またこの地域の大学・高校の学生街として発展した。近年は現千早駅周辺の旧香椎操車場の再開発および香椎パークポート・人工島アイランドシティの建設により、千早と海岸地域での発展が著しい。2010年の香椎地区の人口は8万6千人余りである。
農業関係については、市街化により農地は大幅に減少しているものの、唐原地区のブドウ・バラや下原地区の柑橘類など、付加価値の高い農産物の生産が行われている。

### 香椎副都心

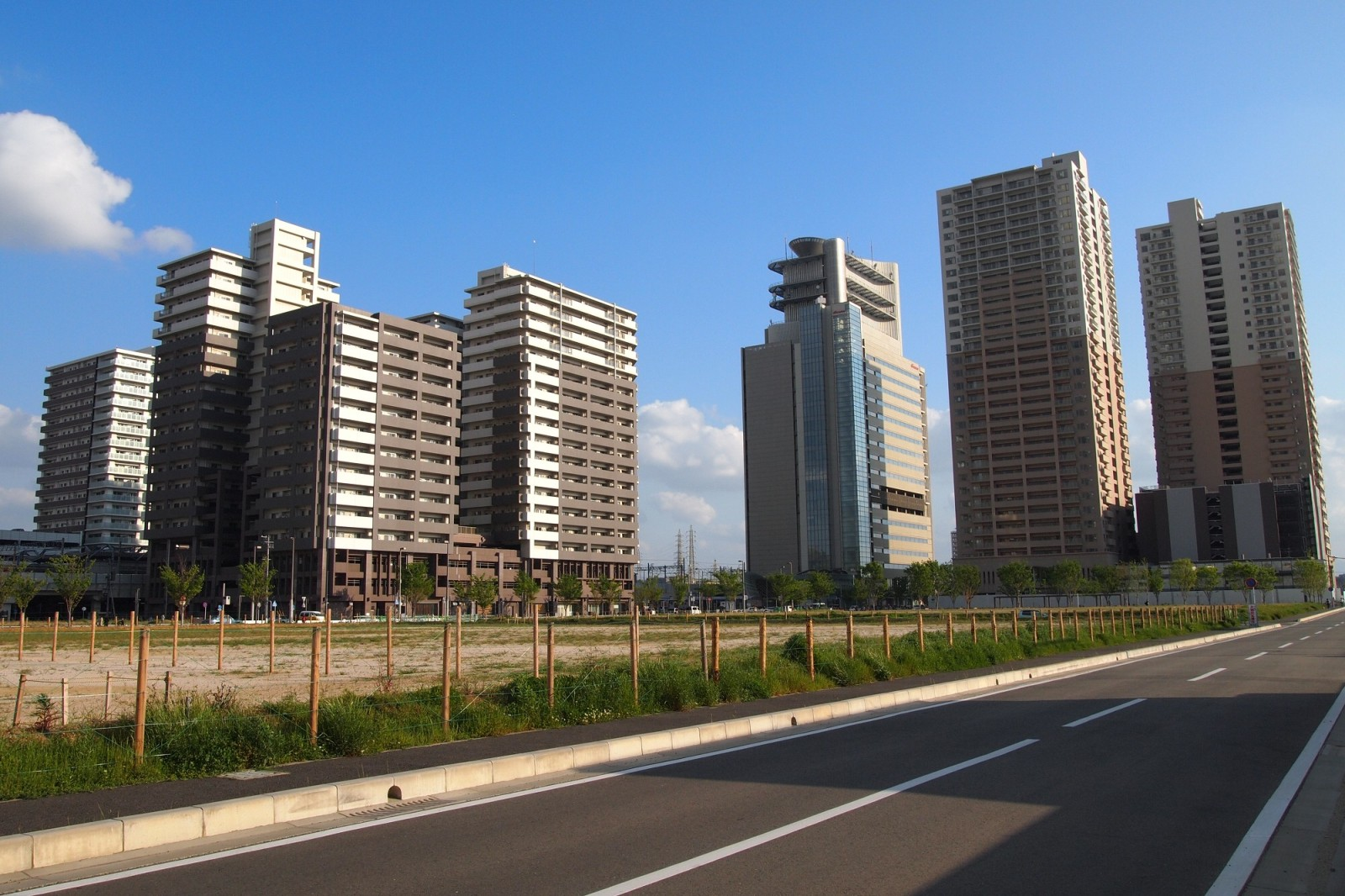
開発が進む千早駅周辺

香椎副都心は、香椎駅前地区と千早操車場（旧: 香椎操車場）地区の総称で、それぞれ次の事業により再開発事業（土地区画整理）が行われている。
香椎駅周辺土地区画整理事業
福岡市東区香椎駅前地区の土地区画整理事業である。福岡市が建設主体となっている。
西鉄貝塚線の名島駅 - 西鉄香椎駅周辺まで、および鹿児島本線の千早駅周辺（西鉄貝塚線香椎宮前駅 - 名島駅と並行する区間）は立体交差事業（次項）により高架化されたが、香椎駅前地区（JR香椎駅周辺）は高架化事業対象からは外れており、今後高架化される予定はない。
西鉄宮地岳線香椎駅周辺連続立体交差事業
福岡市東区千早四丁目（香椎宮前駅） - 香椎駅前二丁目までの西鉄貝塚線の高架化事業である。福岡市が建設主体となっている。
香椎副都心土地区画整理事業
福岡市東区の名島、千早、松崎、水谷の各地区に渡る土地区画整理事業である。UR都市機構九州支社が建設主体となっている。
千早操車場（旧: 香椎操車場）の北東方にはJR千早駅が開業しほぼ同時期にNTTドコモ香椎ビルが完成した。また、ダイエー香椎店（2005年10月31日閉店）の駐車場の一部にはパチンコ店ワンダーランドやヤマダ電機家電住まいる館YAMADA福岡香椎店が建っている。ダイエー香椎駅前店跡にはマンションなどが建っている。

### 自治体の変遷
糟屋郡旧香椎村・香椎町に関しては以下の通り（香椎町も参照のこと）。
- 1889年（明治22年）4月1日 - 町村制施行により、香椎・濱男・唐原・下原各村をそれぞれ大字へと改編した糟屋郡香椎村が発足する。人口1,850人。
- 1943年（昭和18年）2月11日 - 町制施行し香椎町となる。人口4,180人。
- 1955年（昭和30年）2月1日 - 香椎町が福岡市に編入され消滅する。編入人口10,944人。
- 1972年（昭和47年）4月1日 - 福岡市が政令指定都市へ移行したことに伴い、東区の一地域となる。
- 1977年（昭和52年） - 福岡市総合計画（第4次）において、東部副都心に位置づけられる。

旧多々良村・多々良町に属する地域に関しては多々良町を参照のこと。

## 名所・史跡・行事
香椎地区には香椎宮をはじめ歴史ある史跡が多い一方、人工島アイランドシティや香椎操車場区画整理地区など海岸部には整備された近代的・先進的な区域がある。

### 史跡・旧跡

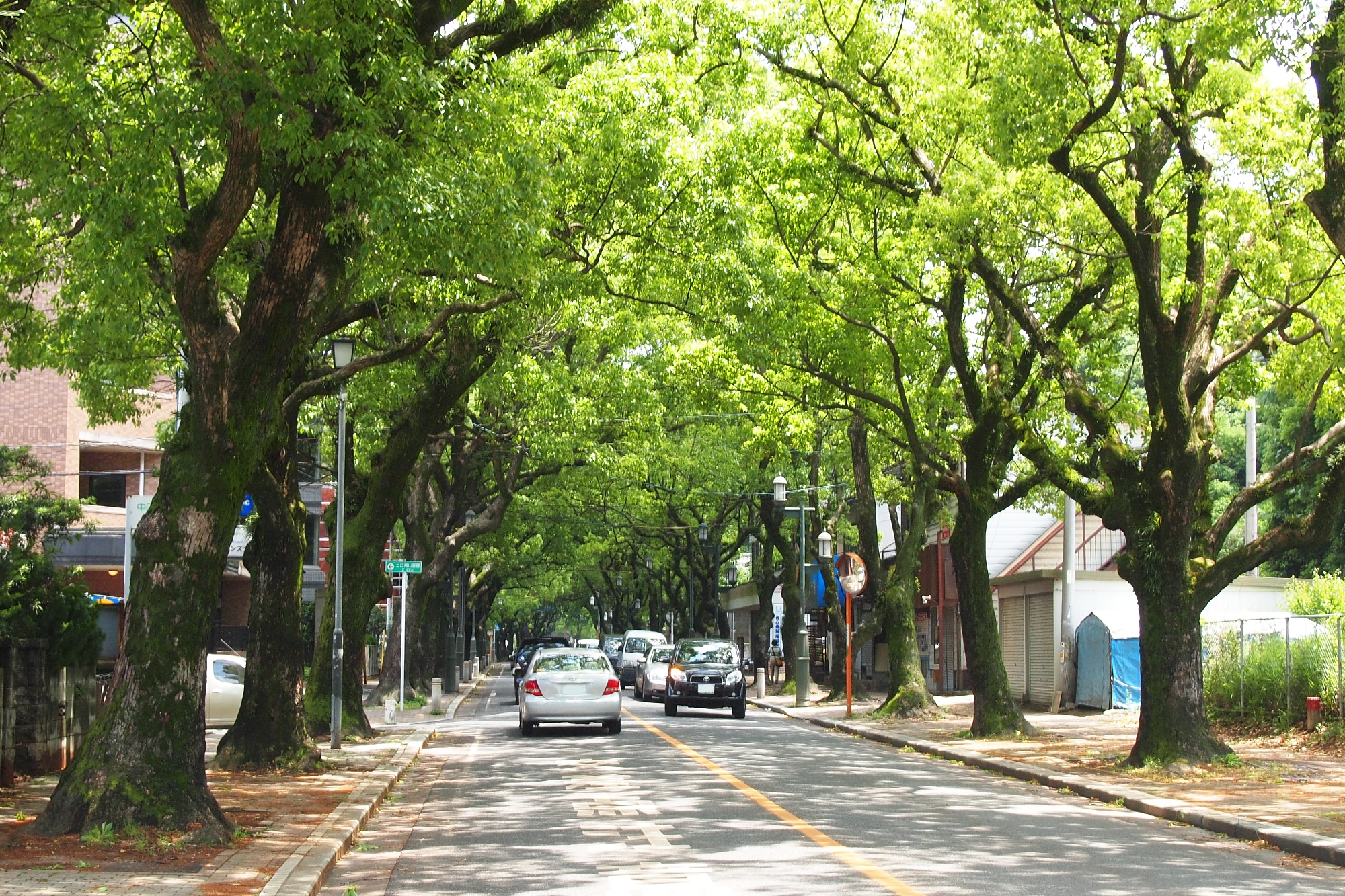
香椎参道
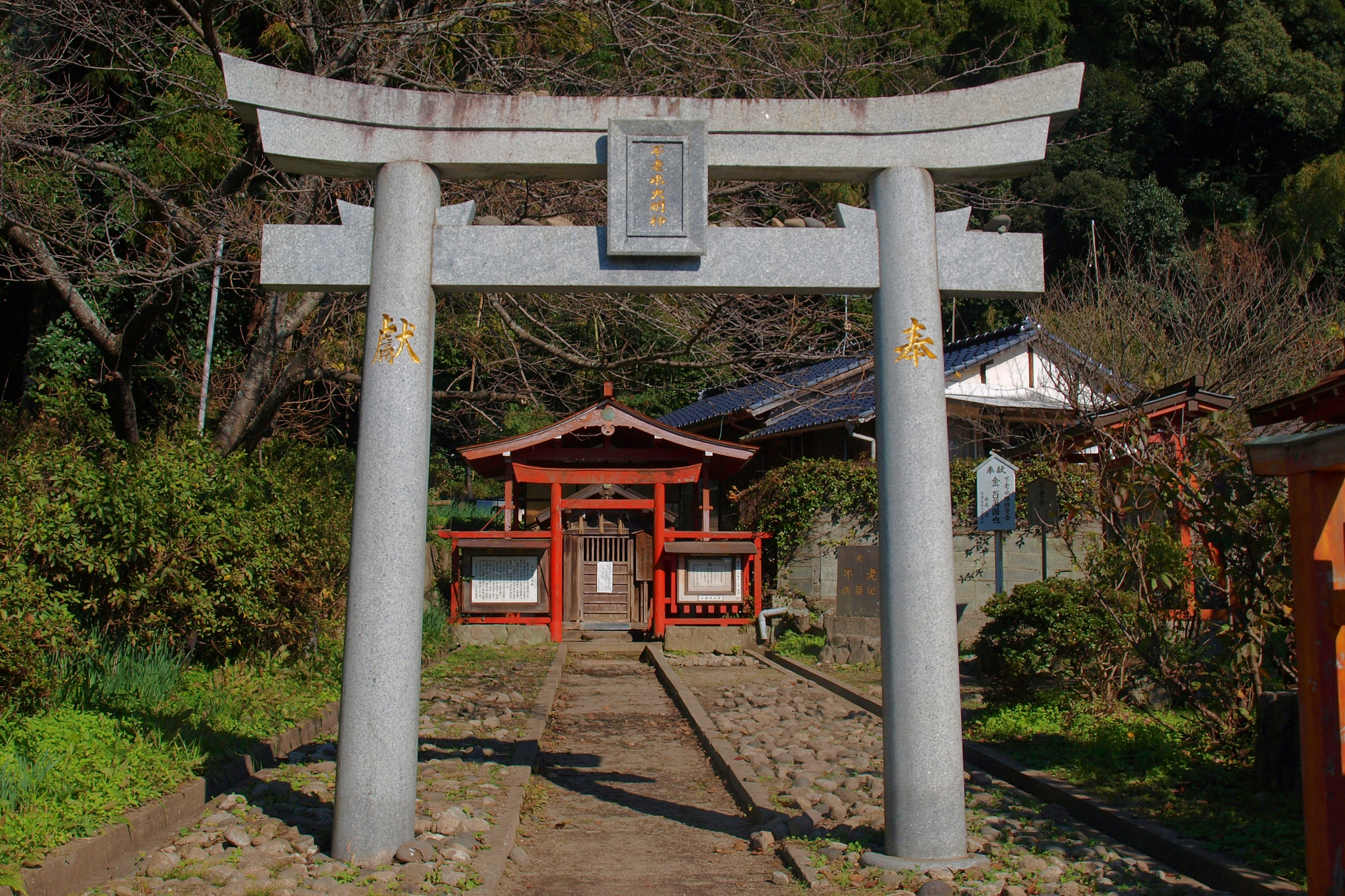
不老水
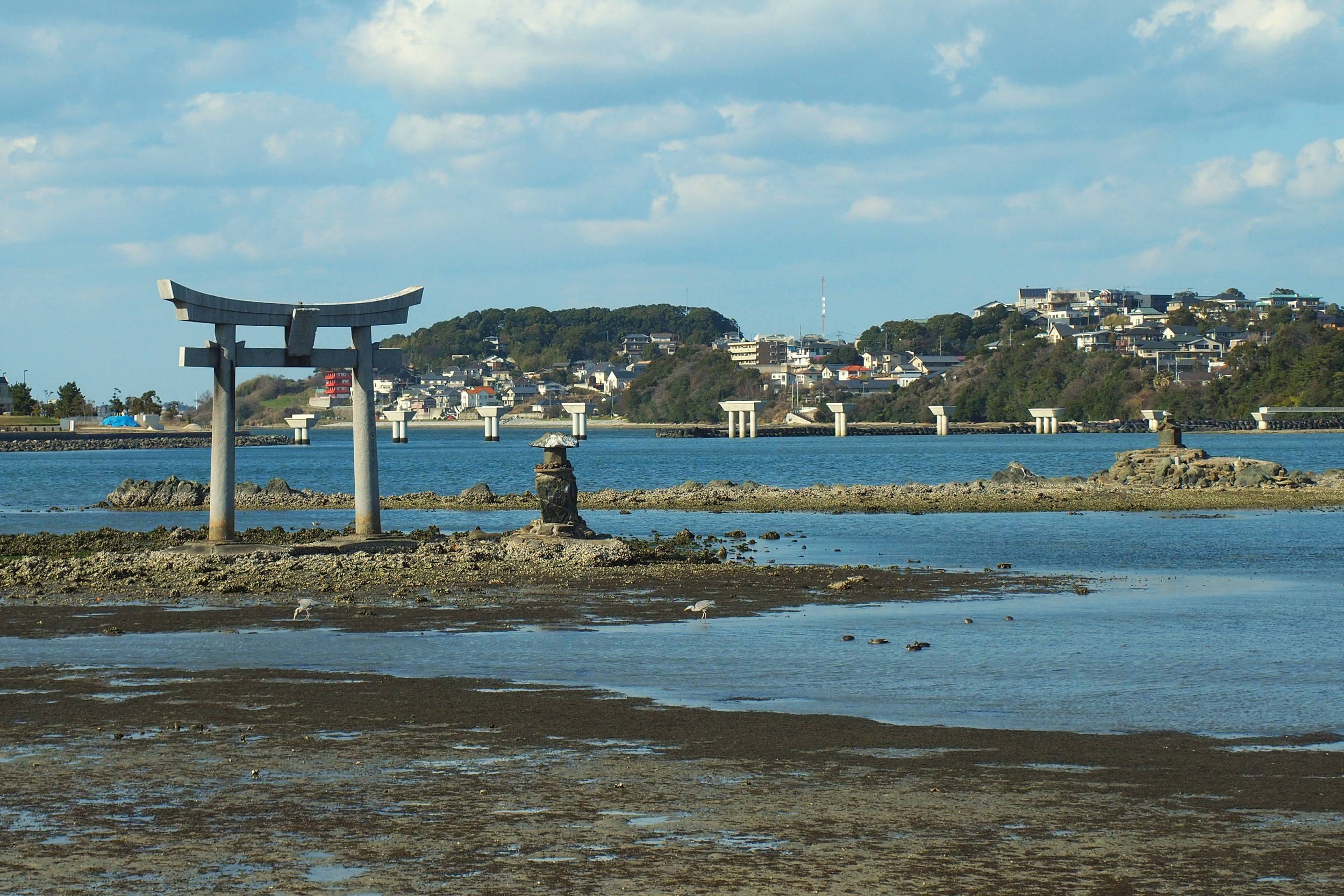
御島神社
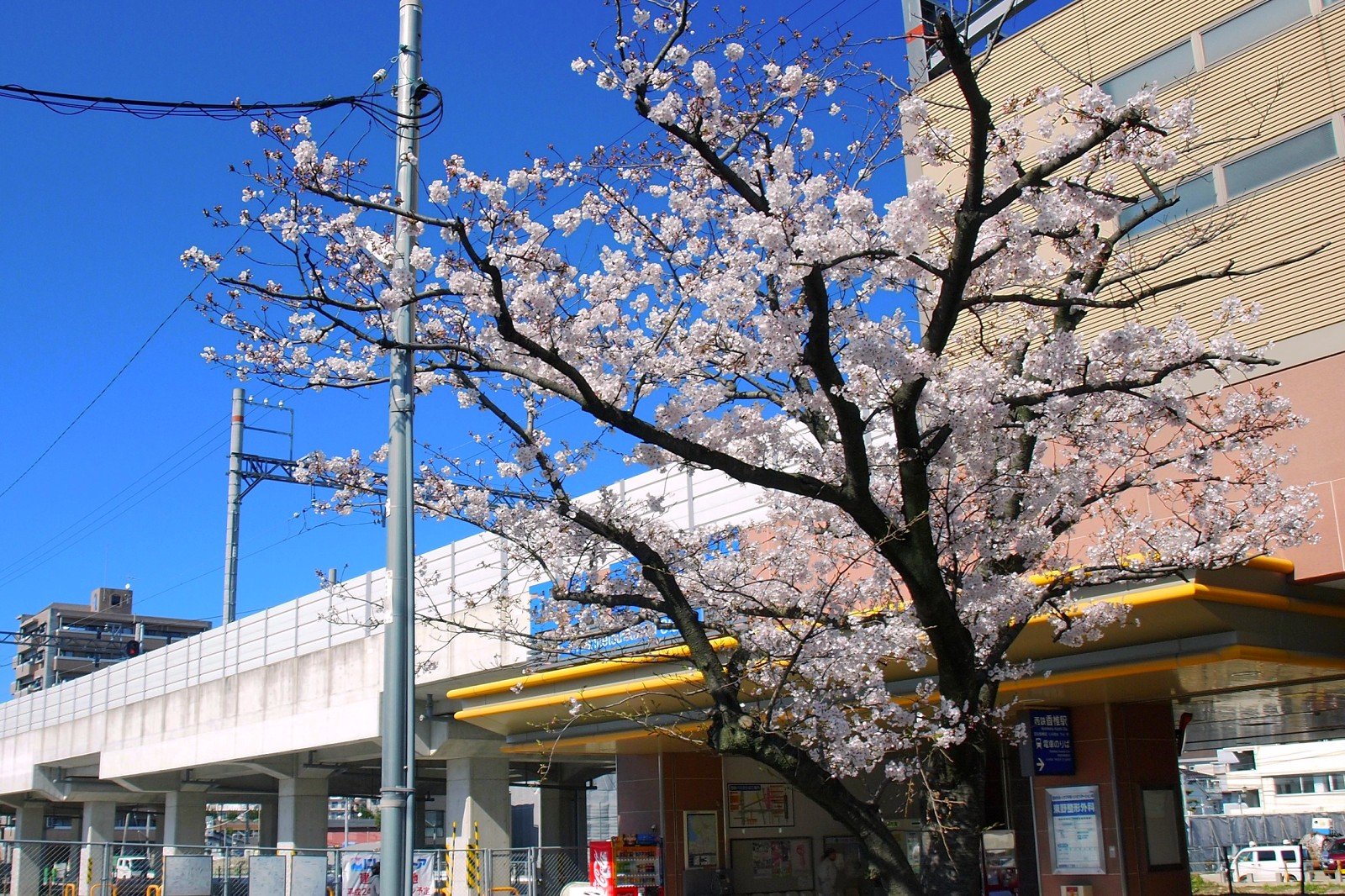
清張桜
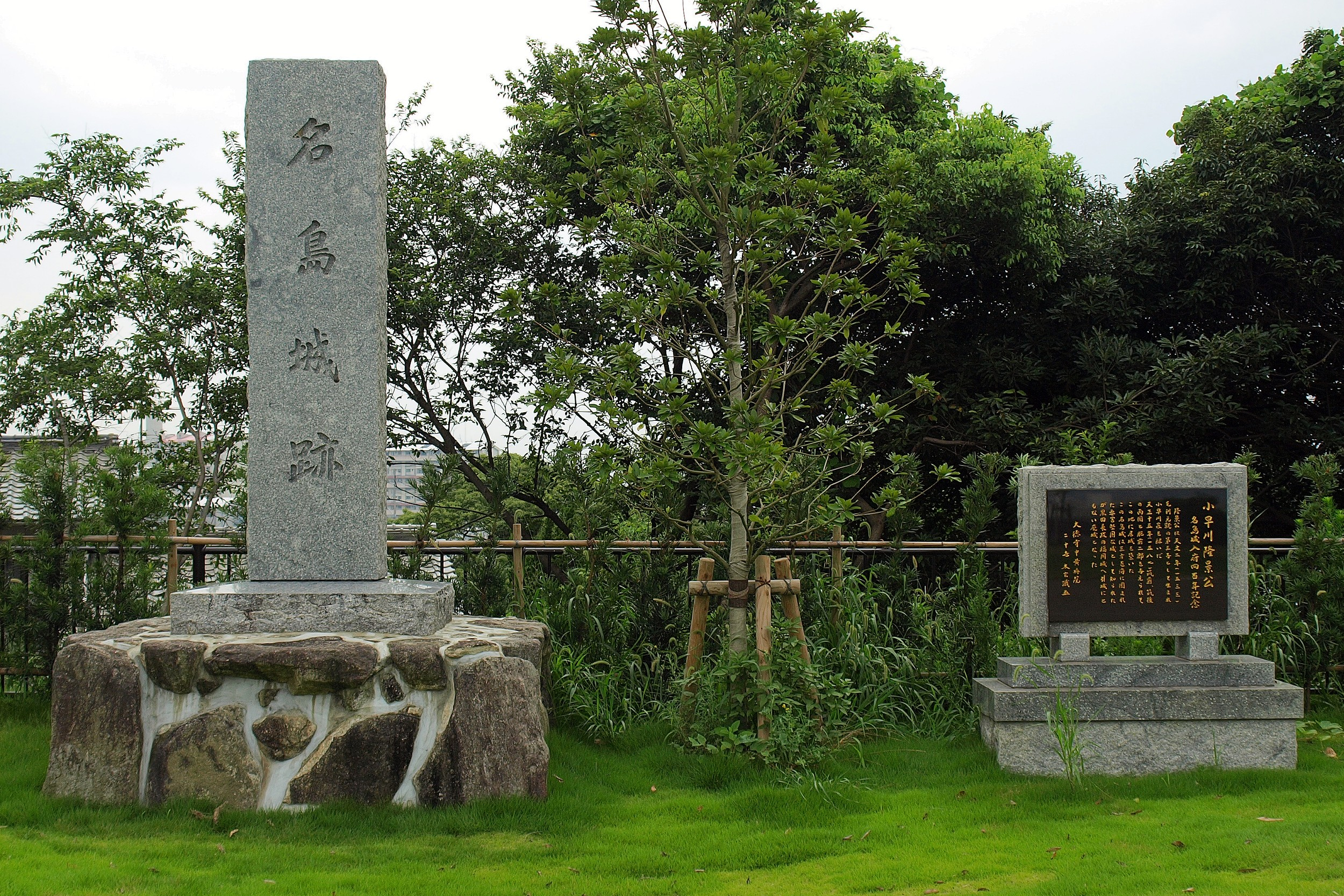
名島城址

香椎宮（香椎）
仲哀天皇・神功皇后を祭神とする旧官幣大社。本社殿は香椎造（かしいづくり）と呼ばれる独特の建築様式をもつ。境内は神木綾杉を始めつつじ、しょうぶの花で有名である。神社奥の丘陵には仲哀天皇霊廟古宮址（ふるみやあと）、地名説話の元となった棺懸椎（棺掛椎、かんかけのしい）、大本営址がある。
香椎参道（香椎）
旧街道（県道504号線）から香椎宮へ延びる通りで、宇佐神宮と共に勅使が定期的に遣わされるため勅使道ともいう。沿道は大正年間に植えられた常緑樹クスノキが枝を広げ、一年を通じて緑のアーチを作り出している。参道入口、鹿児島本線踏切りそばの丘にある頓宮わきには三条実美の筆による万葉歌碑があって、かつてはここから香椎潟が一望できた。
不老水（香椎）
老の水（御飯の水、おいのみず）とも呼ばれ、香椎宮から北東へ500mほどのところのおいの山の山麓にある地下水である。伝承では長寿伝説で知られる武内宿禰がそばに屋敷を構えこの水を飲んでいたとされる。古い歴史をもち、環境省の名水百選に選ばれているが飲用には煮沸が必要とされている。
報恩寺址（香椎）
栄西は宋からの帰国後多くの禅宗の寺を建立したが、そのうち香椎宮古宮のそばの建久報恩寺は博多の聖福寺に4年先立ち、日本で最初の禅寺である。また栄西が持ち帰った菩提樹も香椎宮に植えられ、そこから日本中に広められたといわれる。現在の報恩寺のそばにそれを記念した石碑が残り、隣には栄西が持ち帰ったものから分けられた菩提樹がある。
御島（香椎浜）
御島（みしま）は香椎潟の海中から顔をのぞかせるいくつかの小さな岩島で、綿津見神を祀る香椎宮末社御島神社でもある。かつては博多湾を背景に海岸より500mほどに浮かび、背の高い岩島であったが、やがて崩れて岩が取り払われ、満潮時には祠と鳥居のみが頭を覗かせるだけとなっている。香椎潟の埋め立ては御島を取り囲むようにして行われ、現在はかろうじて小さな海域に残る。神功皇后伝説では皇后が髪を洗って神託を伺い男髪を結った所とされ、また江戸時代にはここで日照りのときに雨乞いが行われていた。
鎧坂・兜塚（香椎駅前）
香椎小学校に近い鎧坂・冑塚には御島と同じく神功皇后の男装にまつわる伝承があり、鎧坂は鎧を着けた所、兜塚（冑塚）は皇后が兜を身に着けた所とされる。 鎧坂はかつて碑があったが今は地名だけが残る。
馘塚（耳塚）（香椎駅東）
JR香椎駅のすぐ東にある馘塚（きりみみづか）または耳塚は元々現在のJR香椎駅付近にあったものを鉄道建設に際して現在の場所に移設したものである。 江戸時代から神功皇后の朝鮮征伐の際に「異国（新羅と思われる）の敵の首を埋めさせた」と言われている。昔は大きな塚であり、延宝元年（1673年）に浜男の村人が塚を掘り起こしたところ、中に三尺四方の石室があり、錆びた刀が収めてあった。これを取り出して紡錘に作り替えたところ、掘り起こした村人の家に災難が起こったために、新たに作った刀と紡錘を納めて塚を直し、上に石仏を置いて地蔵と号したという。 また、豊臣秀吉による文禄・慶長の役時に行われた耳切り・鼻削ぎの刑の供養塔がある。
おいの山公園（香椎台）
1995年から始まった宅地造成に伴う調査によって香椎宮奥の御飯ノ山（老ノ山、笈ノ山）から山城などが発見され、記録にある中世の御飯ノ山城であることが判明した。立花城の支城ではないかともいわれる。現在では御飯ノ山一体は開削され住宅地となっているが、住宅地内のこの公園には城の模型や案内板がおかれている。また傍らには香椎宮の神木大槇木（おおまきのき）がある。
清張桜（香椎駅前）
松本清張の小説『点と線』では1950年代の発展途上にあった香椎が舞台となった。このことを記念して、当時の名残をとどめた旧西鉄香椎駅前の桜の老木は、現在の駅前に移植され保存されている。
舞松原古墳（舞松原）
香椎宮のすぐ南の丘陵頂上にある帆立貝式古墳で、平成7年の調査による出土物から4世紀後半のものと考えられている。円丘部分の直径は29.5m、全長は37m、高さは4.5 mあり、鉄製の斧・鍬・鎌などが出土した。周囲から平安期の墓も見つかっている。
名島城址（名島）
多々良川河口部の丘の上にあり小早川隆景が築いた城址である。城跡の隣には名島神社がある。
- 香椎参道
- 不老水
- 御島神社
- 清張桜
- 名島城址

### 自然
立花山・三日月山
立花山は香椎地区と新宮町、久山町に跨る山で、主要な3つの峰の他、いくつかの小さな峰からなる。最高点でも367mであるが孤立してそびえ眺望がよいことで知られる。鎌倉時代末に大友氏により峰に跨って立花山城が築かれ、現在も一部に石垣が残る。また北西方向からは二峰に見えることから、古くは二神山とよばれ、イザナギ・イザナミ信仰の対象となっていたといわれる。ほぼ全体がクスノキを主体とする常緑広葉樹で覆われ、特に東斜面でクスノキの巨木が発達している。これらのクスノキは特別天然記念物に指定されている。三日月山は立花山の南の標高272mの山で、尾根づたいに立花山と結ばれる。立花城時代には平陣屋があり陣山と呼ばれた。また7世紀天智天皇時代の防人の朝鮮式山城の跡がある。長谷ダム上流からの整備された登山道の他、区とNPOにより整備されたダムと並行する長谷ルートなどがある。
御島崎海岸・片男佐海岸（御島崎・香住ヶ丘）
　香椎浜海岸と呼ばれることもある。御島、アイランドシティを眺めることができ、人工島事業とともに「エコパークゾーン」のひとつとして砂浜などが整備された。さらに片男佐海岸からアイランドシティへの人道橋の設置が計画されている。古くは現在のかしいかえん一帯、さらに丘陵にかけてを片男佐（かたおさ）と呼んでいた。神功皇后伝説における地名説話ではその名を御島から戻った皇后が頭だけ男装の姿で上陸した所であるからとしている。
香椎川（香椎駅前・千早・香椎）
香椎宮周辺から商店街を抜け御島のある海岸へと注ぐ小さな川で、商店街付近には遊歩道も整備されており、香椎浜側では桜の木が川沿いに植えてある。香椎川上流にホタルを呼び戻すことを目的に、ボランティアグループによって毎年清掃が行われ、川の上にこいのぼりを吊すイベントなどが行われている。
名島の帆柱石（名島）
帆柱石（檣石、ほばしらいし）は名島城址に近い海岸にある天然記念物の珪化木である。直径は約60cm、分断されたものを合わせた長さが10mほどで、約3,500万年前のカシの樹木の化石と考えられている。神功皇后伝説と結び付けられ、遠征のために用いられた船の帆柱であるとの伝承からこの名がある。

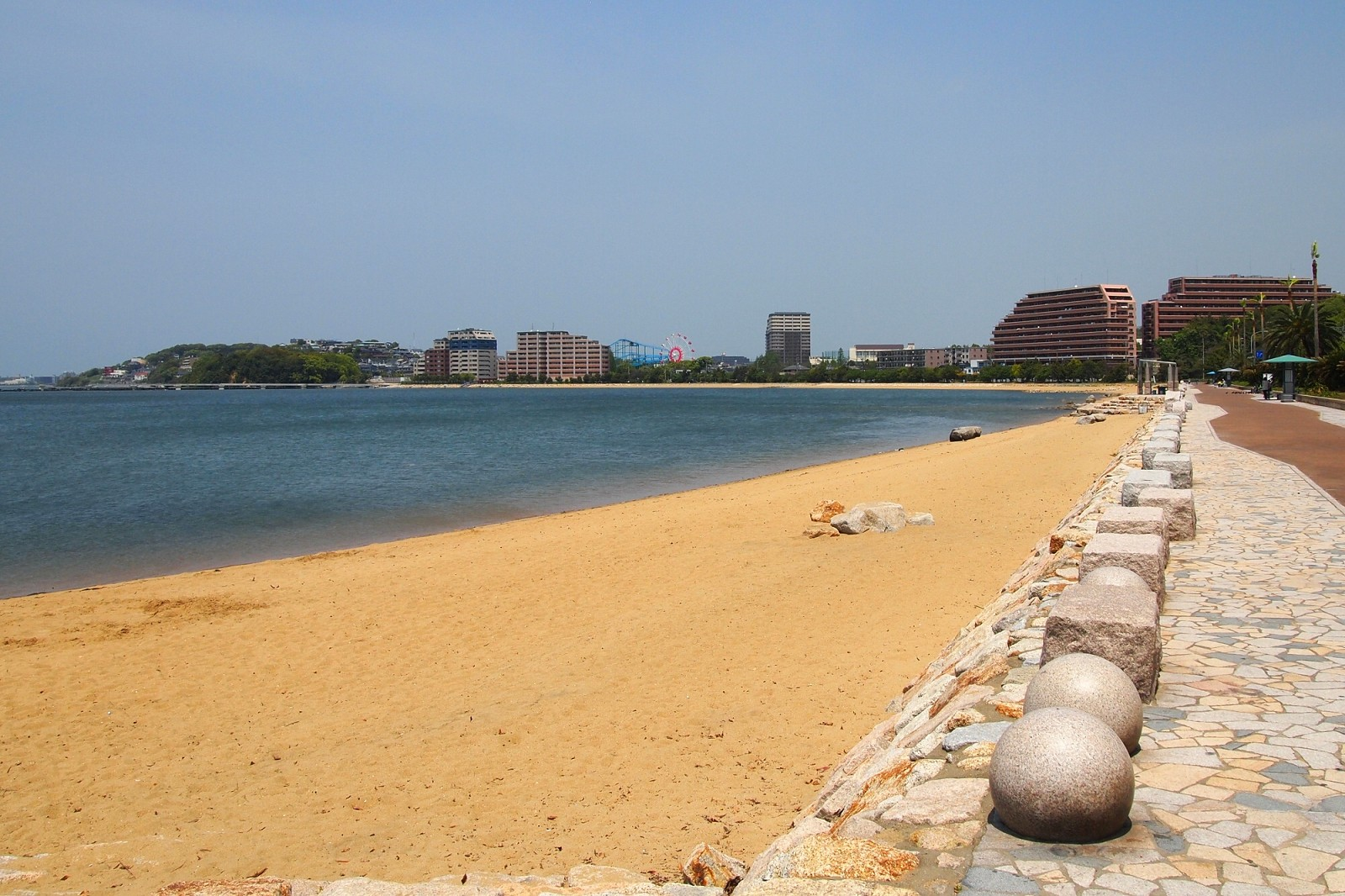
御島崎海岸
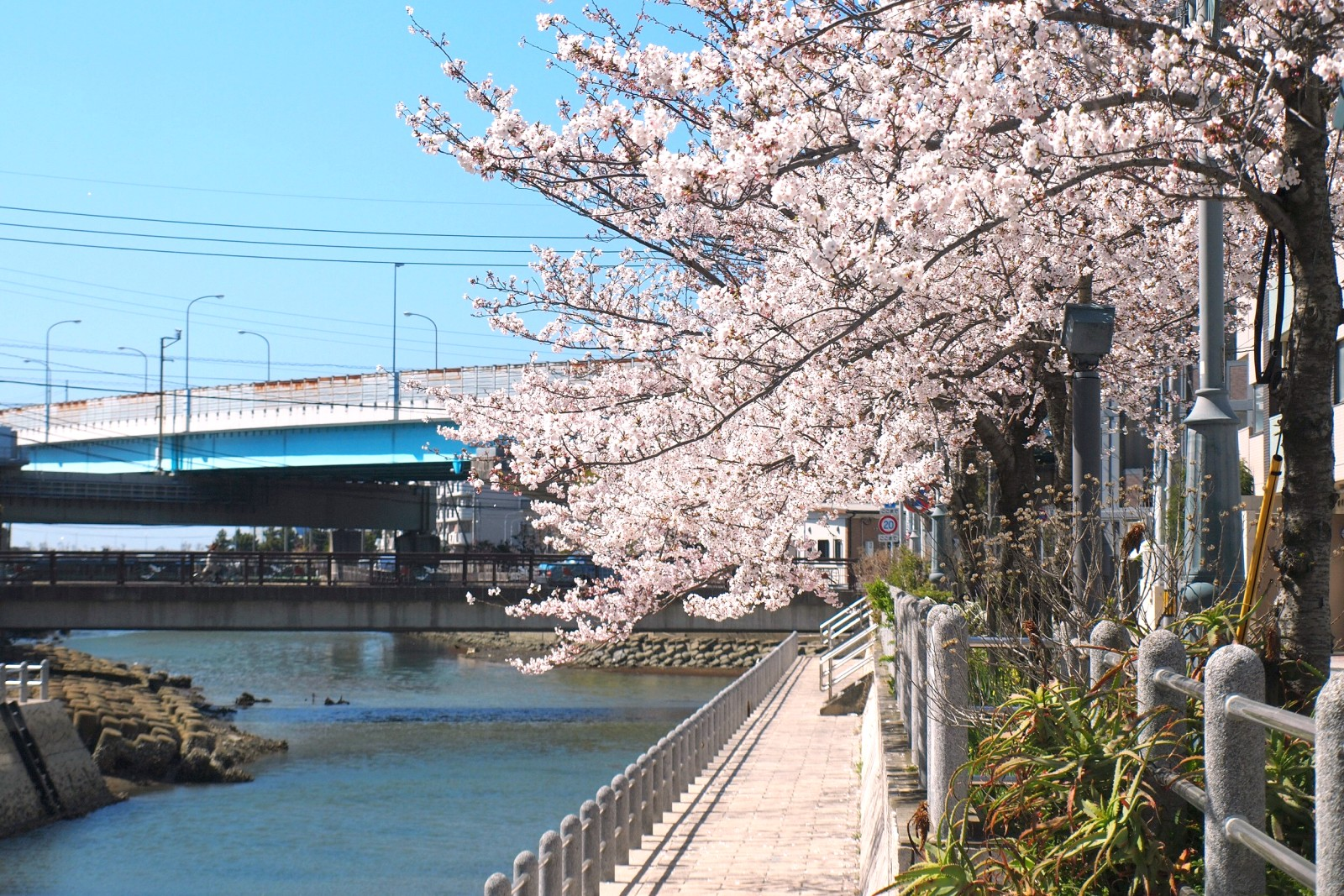
香椎川と桜並木
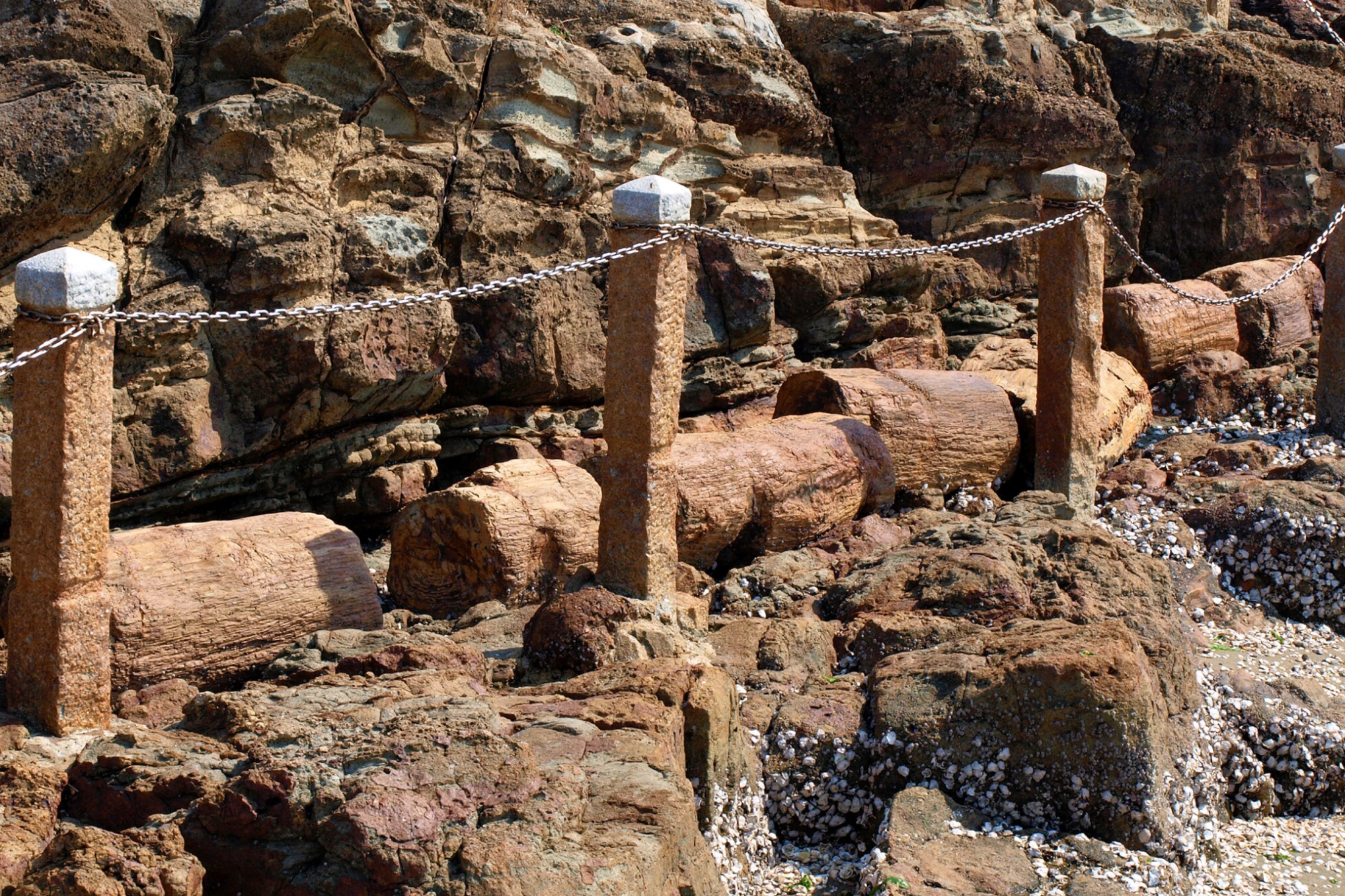
名島の帆柱石

### 遊園地・公園
かしいかえん（香住ヶ丘）
花を中心においた、花の遊園地である。バラのトンネルなどがある。2021年12月30日閉園。
みなと百年公園（香椎浜）
香椎パークポートにある大変広い公園である。名前は博多港の開港100年にちなむ。
アイランドシティ中央公園（香椎照葉）
全国都市緑化ふくおかフェア（アイランド花どんたく）会場の一部施設を転用した公園である。人工池や学習体験施設などがある。
長谷ダム
長谷（ながたに）ダムのダム湖は三日月湖（みかづきのうみ）と名付けられ、片側には桜並木のならぶ3kmほどの遊歩道や公園が整備されている。その名の通り長い谷に沿って古くから集落があったが、福岡市の慢性的な水不足を受けて1990年代に多々良川の水を汲み上げ貯水する揚水式ダムが建設された。

### 行事・イベント
東区花火大会御島崎・片男佐海岸では毎年、香椎商工連盟主催（2023年からは東区花火大会実行委員会主催）の花火大会が催されている。例年多くの人が押し寄せる。
香椎灯明まつり香椎川の香椎橋（国道3号）〜御幸橋（商店街の連絡橋）と浜男公園にて手作りの灯明を灯すお祭りをしている。
香椎まちなか美術館香椎地区の商店街のほぼ全域で美術作品などを展示しているものである。

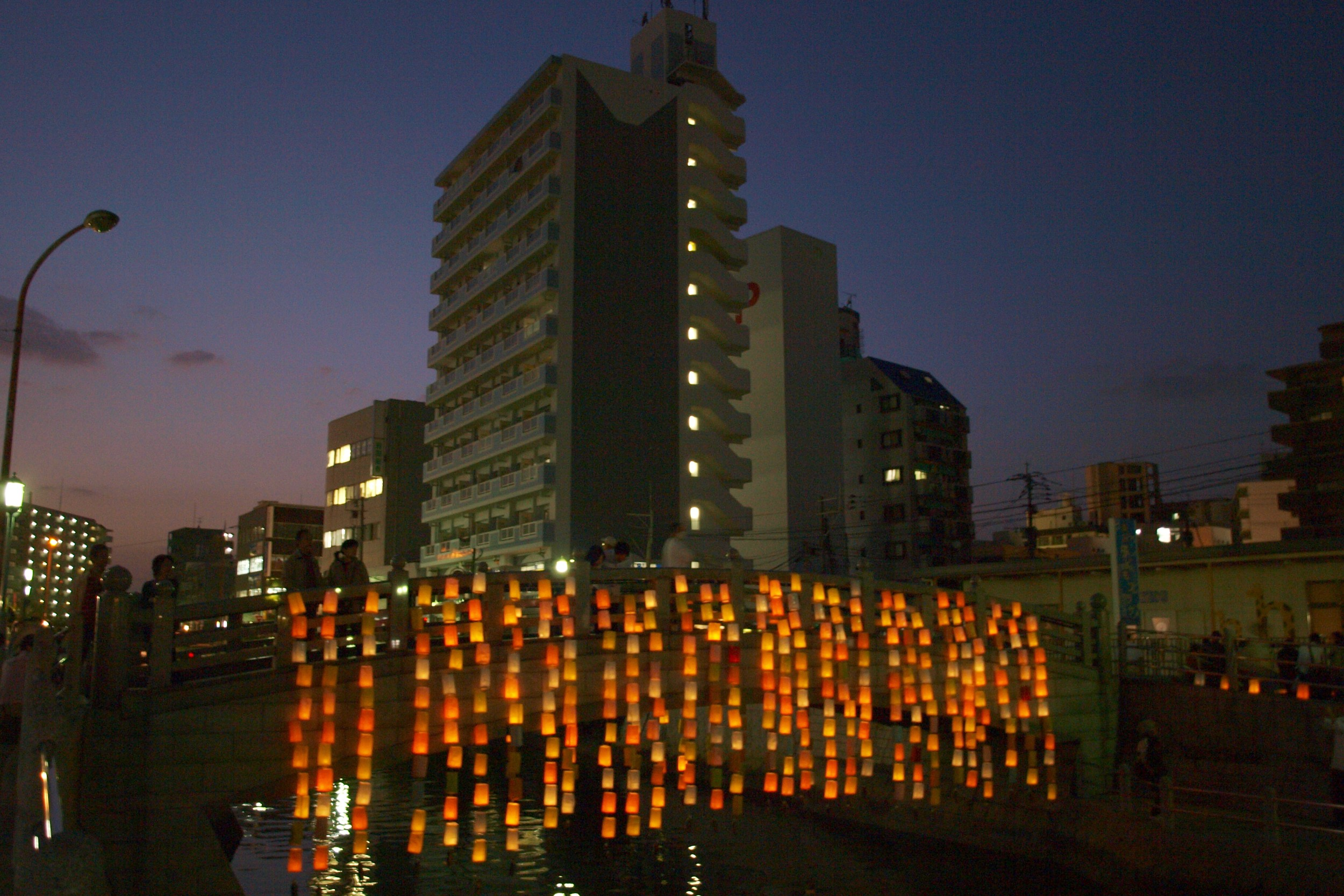
香椎灯明まつり
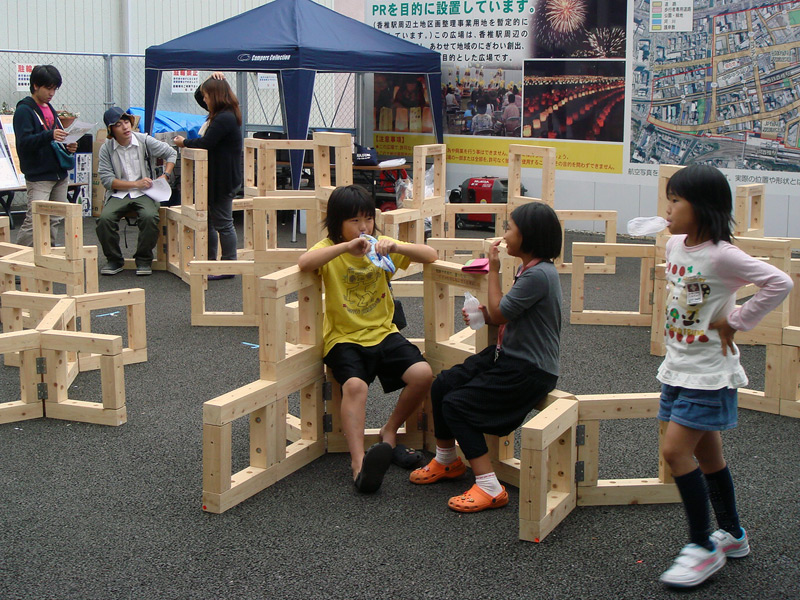
香椎まちなか美術館
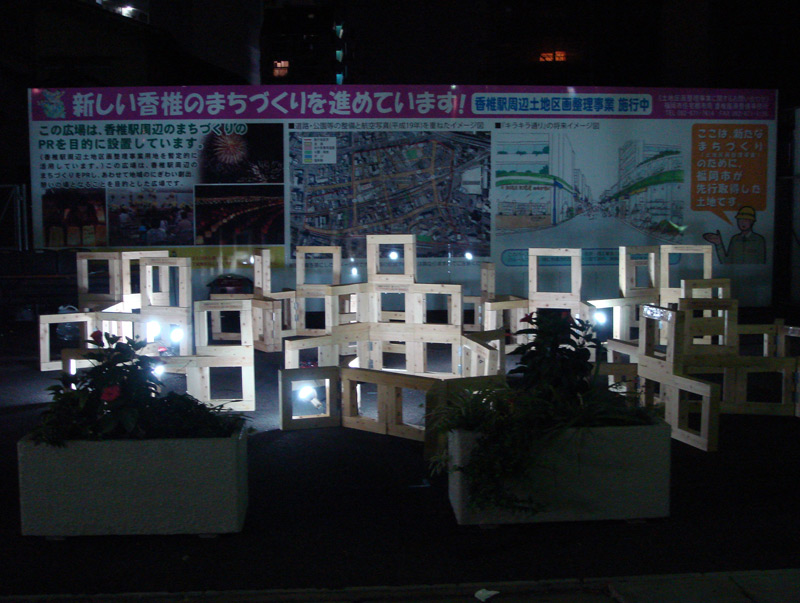
香椎まちなか美術館

## 主要施設

### 商業施設
戦後、JR香椎駅・西鉄香椎駅周辺の現香椎駅前を中心に商店街が発展し、一時は国道3号沿いに複数の総合商業施設も出店していた。その後、学生の減少や不況などで一進一退を繰り返し、また、一時期に電気店が相次いで開店したため、メディアに取り上げられたこともある。現在はその南部・西部に大型ショッピングセンターなどができている。香椎駅前は旧街道の拡張工事など大規模な再開発が進行中である。

#### JR香椎駅・西鉄香椎駅周辺エリア
- フレスタかしい: JR香椎駅ビル
  - 金進堂書店（書籍）
- セピア通り（香椎駅前商店街・香椎大通商店街）
  - 五十二萬石如水庵香椎店（菓子）
  - 千鳥饅頭総本舗香椎店（菓子）
- キラキラ通り（旧名称: 博商通り）（キラキラ通り商店街）
  - ビーンズ香椎店: パセリ跡地（香椎寿屋跡地）に開店したスーパーマーケット
  - かば田香椎店（辛子明太子）
- 香椎名店街
- セピアテラス西鉄香椎
- 香椎中央商店街

#### 香椎参道・御幸町停留所エリア
- みゆき通り（香椎みゆき通り商店街）
  - ヤマダ電機家電住まいる館YAMADA福岡香椎店
- ふくや香椎店（辛子明太子）

#### 香椎浜エリア
- イオンモール香椎浜
- エディオンアウトレット香椎浜店

#### 勅使道停留所エリア
- いしむら勅使道店（石村萬盛堂）（菓子）
  - セ・トレボン勅使道店（パン）
- ドラッグストアモリ香椎宮前店（ドラッグストア）

### 教育施設
戦後、九州産業大学が開校したのをはじめ、地区内には多くの学校が存在し、西新とともに学生の町としても知られている。また、塾も多く存在する。

#### 大学
- 九州産業大学（松香台）
- 福岡女子大学（香住ヶ丘）

#### 高等学校
- 福岡県立香椎高等学校（香椎）
- 福岡県立香椎工業高等学校（香椎駅東）
- 福岡県立香住丘高等学校（香住ヶ丘）
- 九州産業大学附属九州高等学校（香椎駅東）

#### 中学校
- 福岡市立香椎第1中学校（千早）
- 福岡市立香椎第2中学校（香住ヶ丘）
- 福岡市立香椎第3中学校（香椎駅東）
- 福岡市立城香中学校（香椎浜）
- 福岡市立照葉中学校（香椎照葉）: 小中連携校

#### 小学校
- 福岡市立香椎小学校（香椎駅前）
- 福岡市立香住丘小学校（香住ヶ丘）
- 福岡市立香椎下原小学校（下原）
- 福岡市立香椎東小学校（香椎台）
- 福岡市立香椎浜小学校（香椎浜）
- 福岡市立香陵小学校（香椎浜）
- 福岡市立千早小学校（千早）
- 福岡市立千早西小学校（香椎浜）
- 福岡市立城浜小学校（城浜団地）
- 福岡市立照葉小学校（香椎照葉）: 小中連携校

#### 学習塾
セピア通り入り口付近の国道3号沿いに、英進館、全教研、日能研、明光義塾、個別指導塾PLABOなど多数の塾が密集している。英進館、全教研などは館が複数開設されている。

#### 公共職業能力開発施設
- 福岡県立福岡高等技術専門校（千早）

### 病院
- 香椎療養所（香椎）
- 疋田病院（香椎駅東）
- 香椎原病院（香椎駅東）
- 輝栄会病院（千早）
- 東野整形外科（香椎駅前）
- 渡辺産婦人科（千早）
- ふくみつ病院（香椎浜）
- 千早病院（千早）

現在の九州電力香椎競技場にはかつて九州電力の総合病院であった「香椎病院」があり、福岡大学医学部の前身となった。

### 娯楽施設
かつて香椎温泉旅館があり、五・一五事件の事前の会合が行なわれた。また、松本清張の小説『点と線』がここで書かれたと言う。#香椎を舞台にした作品も参照。なお、近年まで「香椎温泉」として日帰り温泉施設が存在したが、温泉旅館との関連は不明。パチンコ店が香椎駅前に1店、千早に数店ある。かつてはセピア通り入り口付近の国道3号沿いにもあったが、頻繁にパチンコ店が入れ替わり、現在は塾や美容室が入っている。

### その他
- 香椎税務署（千早）
- ハローワーク福岡東（千早）
- 福岡東郵便局（千早）
- 福岡フットボールセンター（香椎浜）（アビスパ福岡の本社がある）
- スポーツガーデン香椎（千早）
- スノーヴァ香椎（千早）
- 国土交通省福岡運輸支局（千早）
- 代々木ゼミナール香椎寮（香椎浜）
- NTTドコモ九州香椎ビル（千早）

## 交通
昔から国道（3号）や鉄道（JR鹿児島本線・JR香椎線・西鉄貝塚線）、また都市高速が敷かれ、東区の交通の中心地となっている。東区のバス網もほとんどが香椎地区で集束している。現在、千早まで伸びている博多バイパスを香椎参道・香椎駅東などを横切って松香台の国道3号まで接続する延長工事が2018年（平成30年）3月17日に、残っていた東端部の未供用区間3.3 kmが開通し全線開通した。

### 道路
- 国道3号（香椎バイパス）
- 国道495号
- 福岡県道24号福岡東環状線（香椎参道）
- 福岡県道504号町川原福岡線
- 福岡県道516号香椎停車場線（香椎セピア通り）
- 福岡高速1号線
香椎東出入口 - 香椎出入口 - 香椎浜出入口

### 鉄道
- JR鹿児島本線
九産大前駅 - 香椎駅 - 千早駅
- JR香椎線
香椎駅 - 香椎神宮駅
- 西鉄貝塚線
西鉄千早駅 - 香椎宮前駅 - 西鉄香椎駅 - 香椎花園前駅

### バス
- 西鉄バス

| 番号 | 主な経路 | 備考 |
| --- | --- | --- |
| 1 | アイランドシティ照葉＞─香椎照葉五丁目──香椎浜車庫─＜千早駅                                                                                           | |
| 1 快速 | アイランドシティ照葉＞─香椎照葉五丁目─（←イオンモール香椎浜←）─＜千早駅                                                                              | |
| 1-2 | ベジフルスタジアム前＞→みなと香椎第二→香椎照葉五丁目→香椎浜車庫→＜千早駅                                                                             | 平日・土曜のみ                                                                                                   |
| 1-2 快速 | ベジフルスタジアム前＞←みなと香椎第二←香椎照葉五丁目←イオンモール香椎浜←＜千早駅                                                                     | 平日・土曜の朝のみ                                                                                               |
| 2 | 土井営業所＞─八田団地─千早駅前─香椎浜南公園前─イオンモール香椎浜─＜香椎照葉五丁目                                                                    | |
| 3 | 天神方面─千早駅前＞─博多バイパス─松崎─流通センター─＜土井営業所─八田方面                                                                             | 天神方面からは[4-3]からで、八田方面からは[4-1]へと連続運行で平日・土曜のみ                                       |
| 4 | 流通センター方面─土井営業所＞─八田団地─＜千早駅前─西鉄名島駅前─箱崎浜─昭和通─＜天神─九州医療センター─＜福岡タワー（TNC放送会館）                     | |
| 4-1 | 土井営業所＞─八田団地─千早駅前─西鉄名島駅前─ふ頭中央─箱崎浜─昭和通─＜天神─九州医療センター─＜福岡タワー（TNC放送会館）                               | |
| 4-1 | 土井営業所＞←八田団地←千早駅前←西鉄名島駅前←ふ頭中央←箱崎浜←昭和通←天神←土井方面                                                                     | [24C]からの連続運行                                                                                              |
| 4-3 | 流通センター方面─千早駅前＞─西鉄名島駅前─ふ頭中央─箱崎浜─昭和通─＜天神←土井方面                                                                      | 流通センター方面は千早駅以降は[3]として、天神方面は[4-1]として運行 土井方面は[24C]からの連続運行で平日・土曜のみ |
| 21 | 雁の巣レクリエーションセンター＞─和白─福岡女子大前─香椎─名島─箱崎浜─昭和通─＜天神                                                                    | |
| 21A | アイランドシティ方面─雁の巣レクリエーションセンター＞─和白─福岡女子大前─都市高速─＜天神←香椎浜方面                                                   | アイランドシティ方面は[21B]へと、香椎浜方面は[直行]からの連続運行                                                |
| 21B | 和白方面─雁の巣レクリエーションセンター─照葉小中学校前─イオンモール香椎浜─都市高速─＜天神                                                            | [21A]と連続運行                                                                                                  |
| 21B | 西鉄三苫駅＞─雁の巣レクリエーションセンター─照葉小中学校前─イオンモール香椎浜─都市高速─＜天神                                                        | |
| 22N | | |
| アイランドシティ照葉＞─香椎照葉五丁目─イオンモール香椎浜─香椎浜南公園前─城浜団地─名島運動公園前─都市高速─＜天神─＜大濠公園 | | |
| アイランドシティ照葉＞←香椎照葉五丁目←イオンモール香椎浜←香椎浜南公園前←城浜団地←名島運動公園前─都市高速←天神←香椎浜方面   | [22T]・[直行]からの連続運行 | |
| 香椎浜車庫＞←イオンモール香椎浜←香椎浜南公園前←城浜団地←名島運動公園前←都市高速←天神←香椎浜方面                            | [23T]からの連続運行 | |
| 土井営業所＞←八田団地←福岡運輸支局前←城浜団地←名島運動公園前←都市高速←天神                                                 | | |
| 22N 特快 | 香椎照葉センターマークス前＞←香椎照葉五丁目←イオンモール香椎浜←香椎浜南公園前←城浜団地←名島運動公園前←都市高速←天神                                  | 夜2便のみ（連節バス）で運行                                                                                      |
| 22T | アイランドシティ照葉＞→香椎照葉五丁目→照葉小中学校前→イオンモール香椎浜→香椎浜海岸通り→香椎浜二丁目→城浜団地→名島運動公園前→都市高速→天神→香椎浜方面 | 天神北ランプ経由で[22N]・[22B]・[23N]へと連続運行                                                                |
| 22T 特快 | 香椎照葉センターマークス前＞→照葉小中学校前→イオンモール香椎浜→香椎浜南公園前→城浜団地→名島運動公園前→都市高速→天神→博多駅・中央ふ頭方面             | [BRT]へと連続運行（連節バス）で運行で朝1便のみ                                                                   |
| 22B | アイランドシティ照葉＞─香椎照葉五丁目─照葉小中学校前─イオンモール香椎浜─都市高速─＜天神←香椎浜方面                                                   | 香椎浜方面は[22T]・[直行]からの連続運行                                                                          |
| 22I | アイランドシティ照葉＞←香椎照葉五丁目←都市高速←天神←香椎浜方面                                                                                       | [直行]からの連続運行で平日のみ                                                                                   |
| 22-1 | 香椎浜車庫＞←イオンモール香椎浜←香椎浜南公園前←城浜団地←名島運動公園前←ふ頭中央←箱崎浜←昭和通←天神←大濠公園                                          | 土曜のみ |
| 23 | 下原＞─JR香椎駅前─西鉄香椎─香椎─名島─箱崎浜─昭和通─＜天神                                                                                            | |
| 23 | 大蔵＞─高美台一丁目─和白─福岡女子大前─香椎─名島─箱崎浜─昭和通─＜天神                                                                                 | |
| 23 | 西鉄三苫駅＞─和白─福岡女子大前─香椎─名島─箱崎浜─昭和通─＜天神                                                                                        | |
| 23A | 西鉄三苫駅＞─和白─福岡女子大前─都市高速─＜天神 | 土日祝のみ |
| 23B | 下原＞─JR香椎駅前─西鉄香椎─香椎─香椎浜車庫─イオンモール香椎浜─都市高速─天神─＜大濠公園                                                               | |
| 23N | 下原＞─JR香椎駅前─西鉄香椎─香椎─香椎浜車庫─イオンモール香椎浜─香椎浜海岸通り─香椎浜二丁目─城浜団地─名島運動公園前─都市高速─天神─＜大濠公園           | |
| 23N | 香椎浜車庫＞←イオンモール香椎浜←香椎浜海岸通り←香椎浜二丁目←城浜団地←名島運動公園前←都市高速←天神←香椎浜方面                                         | [22T]からの連続運行                                                                                              |
| 23T | 香椎浜車庫＞→イオンモール香椎浜→香椎浜海岸通り→香椎浜二丁目→城浜団地→名島運動公園前→都市高速→天神→香椎浜方面                                         | 天神北ランプ経由で[22N]へと連続運行                                                                              |
| 23-2 | 香椎パークポート＞─箱崎浜─昭和通─＜天神 | 平日のみ |
| 25B | 大岳＞─マリンワールド海の中道─雁の巣レクリエーションセンター─ベジフルスタジアム前─イオンモール香椎浜─都市高速─＜天神                                 | |
| 25I | 大岳＞─マリンワールド海の中道─雁の巣レクリエーションセンター─ベジフルスタジアム前─都市高速─＜天神                                                    | |
| 26 | 赤間営業所＞←東郷橋←福間駅前＞←古賀←新宮・緑ケ浜←和白←福岡女子大前─香椎←名島←貝塚←昭和通←＜天神                                                      | |
| 26A | 赤間営業所＞─東郷橋─福間駅前─古賀─新宮・緑ケ浜─和白─福岡女子大前─都市高速─＜天神                                                                     | |
| 26A | 光陽台六丁目＞─福間駅前─古賀─新宮・緑ケ浜─和白─福岡女子大前─都市高速─＜天神                                                                          | |
| 26A | 津屋崎＞─古賀─新宮・緑ケ浜─和白─福岡女子大前─都市高速─＜天神                                                                                         | 平日のみで本数は少ない                                                                                           |
| 26A | 天神方面←新宮中央駅東口・IKEA前←和白←福岡女子大前←都市高速←＜天神                                                                                    | 本数は少ない・[新宮急行]へと連続運行                                                                             |
| 27 | みどりが丘団地入口＞─香椎東小学校─香椎台一丁目─香椎宮しょうぶ園前─香椎参道─名島─箱崎浜─昭和通─＜天神─＜大濠公園                                      | |
| 27B | みどりが丘団地入口＞─香椎台一丁目─香椎宮しょうぶ園前─香椎参道─香椎浜車庫─イオンモール香椎浜─都市高速─昭和通─＜天神─＜大濠公園                        | |
| 27N | みどりが丘団地入口＞→香椎東小学校→香椎台一丁目→香椎宮しょうぶ園前→香椎参道→福岡運輸支局前→城浜団地→名島運動公園前→都市高速→天神→＜大濠公園           | |
| 28 | 土井団地＞─青葉台─舞松原駅前─神宮駅前─香椎宮しょうぶ園前─香椎参道─名島─箱崎浜─昭和通─天神─＜大濠公園                                                 | |
| 28B | 土井団地＞─青葉台─舞松原駅前─神宮駅前─香椎宮しょうぶ園前─香椎参道─香椎浜車庫─イオンモール香椎浜─都市高速─＜天神─＜大濠公園                           | |
| 29 | 西鉄香椎＞─香椎浜車庫＞─イオンモール香椎浜─香椎浜海岸通り─香椎浜二丁目─城浜団地─名島─箱崎浜─県庁─呉服町─＜博多駅                                     | |
| 29 | アイランドシティ照葉＞─香椎照葉五丁目─照葉小中学校前─イオンモール香椎浜─香椎浜海岸通り─香椎浜二丁目─城浜団地─名島─箱崎浜─県庁─呉服町─＜博多駅        | |
| 29N | アイランドシティ照葉＞─香椎照葉五丁目─照葉小中学校前─イオンモール香椎浜─香椎浜南公園前─城浜団地─名島運動公園前─都市高速─呉服町─＜博多駅              | |
| 29N 特快 | 香椎照葉センターマークス前＞→照葉小中学校前→イオンモール香椎浜→香椎浜南公園前→城浜団地→名島運動公園前→都市高速→呉服町→博多駅→天神・中央ふ頭方面      | [BRT]へと連続運行で、連節バスで朝1便のみ運行。                                                                   |
| 29I | アイランドシティ照葉＞←香椎照葉五丁目←都市高速←呉服町←＜博多駅                                                                                       | 平日のみ |
| 230 | こども病院＞─みなと香椎第二─都市高速─＜天神←香椎浜方面                                                                                               | 香椎浜方面は[直行]からの連続運行で平日のみ。                                                                     |
| 270 | トリアス久山＞─古賀橋トリアス前─香椎台一丁目─香椎宮しょうぶ園前─香椎参道─香椎浜車庫─イオンモール香椎浜─都市高速─＜天神─＜大濠公園                    | |
| 直行 | アイランドシティ照葉＞→香椎照葉五丁目→照葉小中学校前→イオンモール香椎浜→都市高速→天神→香椎浜方面・アイランドシティ方面                               | 天神北ランプ経由で[22B]・[22N]・[22I]・[230]へと連続運行                                                         |
| 直行特快（BRT） | 香椎照葉センターマークス前＞→照葉小中学校前→イオンモール香椎浜→都市高速→天神→博多駅・中央ふ頭方面                                                    | [BRT]（連節バス）へと連続運行で朝1便のみ                                                                         |
| 無番 | 下原＞─＜JR香椎駅前←西鉄香椎←香椎←香椎浜車庫←イオンモール香椎浜←香椎浜海岸通り←＜香椎浜二丁目                                                        | 平日の朝のみ |
| 無番 | 香椎花園＞─牧の鼻公園前─香椎花園＞─福岡女子大前─香椎─＜千早駅                                                                                        | 牧の鼻公園前経由は時間帯による                                                                                   |
| 無番/23 | 大蔵＞─高美台一丁目─和白─福岡女子大前─香椎─＜千早駅                                                                                                  | 千早駅行きは[無番]として、大蔵と西鉄三苫駅行きは[23]として運行 平日のみ                                          |
| 無番/23 | 西鉄三苫駅＞─和白─福岡女子大前─香椎─＜千早駅 | 千早駅行きは[無番]として、大蔵と西鉄三苫駅行きは[23]として運行 平日のみ                                          |

| 停留所             | 停車路線 |
| ------------------ | --- |
| 香椎               | 21、23、23B、23N、26、29、無番 |
| 西鉄香椎           | 23、23B、23N、29、無番 |
| 香椎参道           | 22N、27、27B、27N、28、28B |
| 福岡女子大前       | 21、21A、23、23A、25A、26、26A、無番 |
| 御幸町             | 1、1-2、21、23、26、27、28、無番 |
| 千早六丁目         | 1、1-2、22N、23B、23N、27B、27N、28B、29、270、無番                                                                                             |
| 千早駅             | 1、1快速、1-2、1-2快速、2、3、4、4-1、4-3、23、無番                                                                                             |
| 香椎浜車庫         | 1、1-2、22-1、22N、23B、23T、23N、27B、28B、29、270、無番                                                                                       |
| イオンモール香椎浜 | 1快速、1-2快速、2、21B、22N、22N特快、22T、22T特快、22B、22-1、23B、23T、23N、25B、27B、28B、29、29N、29N特快、270、無番、直行、直行特快（BRT） |
| 名島               | 4（天神方面のみ）、4-1（天神方面のみ）、21、23、26、27、28、29                                                                                  |

## 香椎を舞台にした作品
- 松本清張の最初の長編推理小説である『点と線』では殺人の舞台として香椎の海岸が選ばれ、1950年代の2つの香椎駅や駅前の様子が描かれている。 主人公の刑事は当時の香椎が情死をとげるにはあまりに寂しいところであることから事件に疑問を抱いていく。 『点と線』はかつて香椎駅東にあった「香椎温泉旅館」で執筆されたともいう[59][60]。
- うえやまとちの料理マンガ『クッキングパパ』では、主役・荒岩一家は香椎をモデルとした町「花椎」に住んでいる設定になっており、作品の中にしばしば香椎に似た風景が登場する。